# Reinhold Greiner
Reinhold Greiner (* 27. Dezember 1903 in Weißwasser; † 1941 in Tomsk) war ein deutscher Kommunist und Antifaschist.
Greiner wurde als achtes Kind einer aus Jämlitz stammenden Glasmacherfamilie in der Goethestraße 11 geboren. Er hatte u. a. einen Bruder namens Ferdinand und eine Schwester namens Gretel (spätere Wenzel). Nach siebenjährigem Schulbesuch begann er als Glasmacher bei Osram (dem späteren Spezialglaswerk Einheit, heute Telux) in Weißwasser.
Er trat 1920 der Ortsgruppe Weißwasser der KPD bei. Während des Kappputsches beteiligte er sich am Generalstreik und mit den Kampfgruppen der Arbeiter an der bewaffneten Bewachung des Bahnhofes Weißwasser und an der Entwaffnung sogenannter „konterrevolutionärer Banden“ in Kromlau, Gablenz und Tschernitz.
Im Jahr 1921 ging Greiner nach Thüringen, arbeitete in Gräfenroda und Königsee, Ende 1923 ging er auf Wanderschaft, die ihn bis Ungarn führte, wo er in Tokaj und Esztergom im Auftrag der KPD bei den dortigen Glasmachern politische Agitationsarbeit leistete und gemeinsam mit seinem Bruder Ferdinand Greiner die deutschen Arbeiter in einen Solidaritätsstreik führte. Nach ihrer Verhaftung wurden beide Brüder nach Rumänien ausgewiesen. Auf der Suche nach Arbeit gelangten sie auch in die Türkei und nach Bulgarien, nach erneuter Abschiebung nach Jugoslawien über Belgrad, Budapest und Wien im Sommer 1925 zurück nach Weißwasser, wo sie nach langer vergeblicher Suche wieder im Osram-Werk Arbeit fanden. Im Rahmen seiner Propagandatätigkeit beteiligte er sich an Aufklärungstrupps, sogenannten Landsonntagen, und initiierte wiederum mit seinem Bruder Grenztreffen mit polnischen und tschechischen Genossen.
Nach einem Auftreten auf einer Versammlung von Nationalsozialisten aus Forst (Lausitz) in Sagar wurden er und seine Leute von einem Nazitrupp mit Pistolen, Hieb- und Stichwaffen überfallen. In der Folge der Auseinandersetzungen wurde unter 30 Genossen auch Greiner verhaftet und in Görlitz zu 6 Monaten Gefängnis verurteilt. Nach seiner Entlassung organisierte er ein Fichte-Sportfest im Ortsteil Qualisch von Weißwasser, welches wiederum gegen anrückende Nationalsozialisten verteidigt werden musste. Greiner verteilte immer wieder Flugblätter mit Aufrufen zu Demonstrationen. Nach einem erneuten nationalsozialistischen Überfall auf eine Protestaktion wurde Greiner erneut von der Polizei verhaftet, verhört und für 9 Monate ins Görlitzer Gefängnis gesteckt, wo er am 24. Dezember 1932 entlassen wurde.
Am 27. Februar 1933 berichtete Greiner im Parteibüro in der Pantoffelfabrik Gebauer von einem Plakat an der Mauer der Druckerei der Neuesten Nachrichten am Markt in Weißwasser, welches aus Anlass des Reichstagsbrandes zur Verhaftung aller Kommunisten aufrief. Daraufhin wurde das Parteimaterial gerettet. Greiner selbst entzog sich bis August 1933 der Verhaftung. Dann wurde er im SA-Heim in der Jahnstraße verhört und so misshandelt, dass ihm eine Niere zerstört wurde. Der bürgerliche Amtsrichter im Amtsgericht Weißwasser, vor den er gebracht wurde, verschaffte ihm Gelegenheit zur Flucht. Daraufhin emigrierte er wie zuvor sein Bruder in die Tschechoslowakei, wo er weiter politisch aktiv war und sich unter anderem im Gebiet von Kladno um Unterbringung und Verpflegung deutscher Emigranten kümmerte.
Nachdem er vom Bürgerkrieg in Spanien erfahren hatte, machte sich Greiner über Österreich auf den Weg dorthin. Nach einer Verhaftung in der Schweiz und zwischenzeitlicher Rückkehr in die Tschechoslowakei, gelangte er im zweiten Anlauf über Frankreich nach Spanien, wo er für die Internationalen Brigaden in der Nachrichtenkompanie des Bataillons „Etkar André“ und im Thälmann-Bataillon kämpfte und u. a. eine Granatwerferabteilung leitete. Nach dem Krieg kam er in die Internierungslager von St. Zyprien und Camp de Gurs, wo er wiederum als Agitator tätig war. Greiner erhielt ein Visum für die Sowjetunion und wurde zusammen mit 153 weiteren Kommunisten mit dem sowjetischen Frachtschiff Pamir nach Leningrad gebracht, von wo sie nach Moskau weiterreisten, wo er sodann lebte und in einem Glasbetrieb arbeitete. Nach dem Angriff Deutschlands auf die Sowjetunion wurden er und seine Freunde nach Tomsk evakuiert. Ob Greiner wirklich in Tomsk verstarb oder einer stalinistischen Säuberungsaktion zum Opfer fiel, ist nicht genau belegt.

## Ehrungen
Nach Greiner wurde in Weißwasser die heute noch bestehende Berufsschule benannt.
Zudem bestand bis 1990 eine Schülersportgemeinschaft seines Namens in Weißwasser.